# Saumur

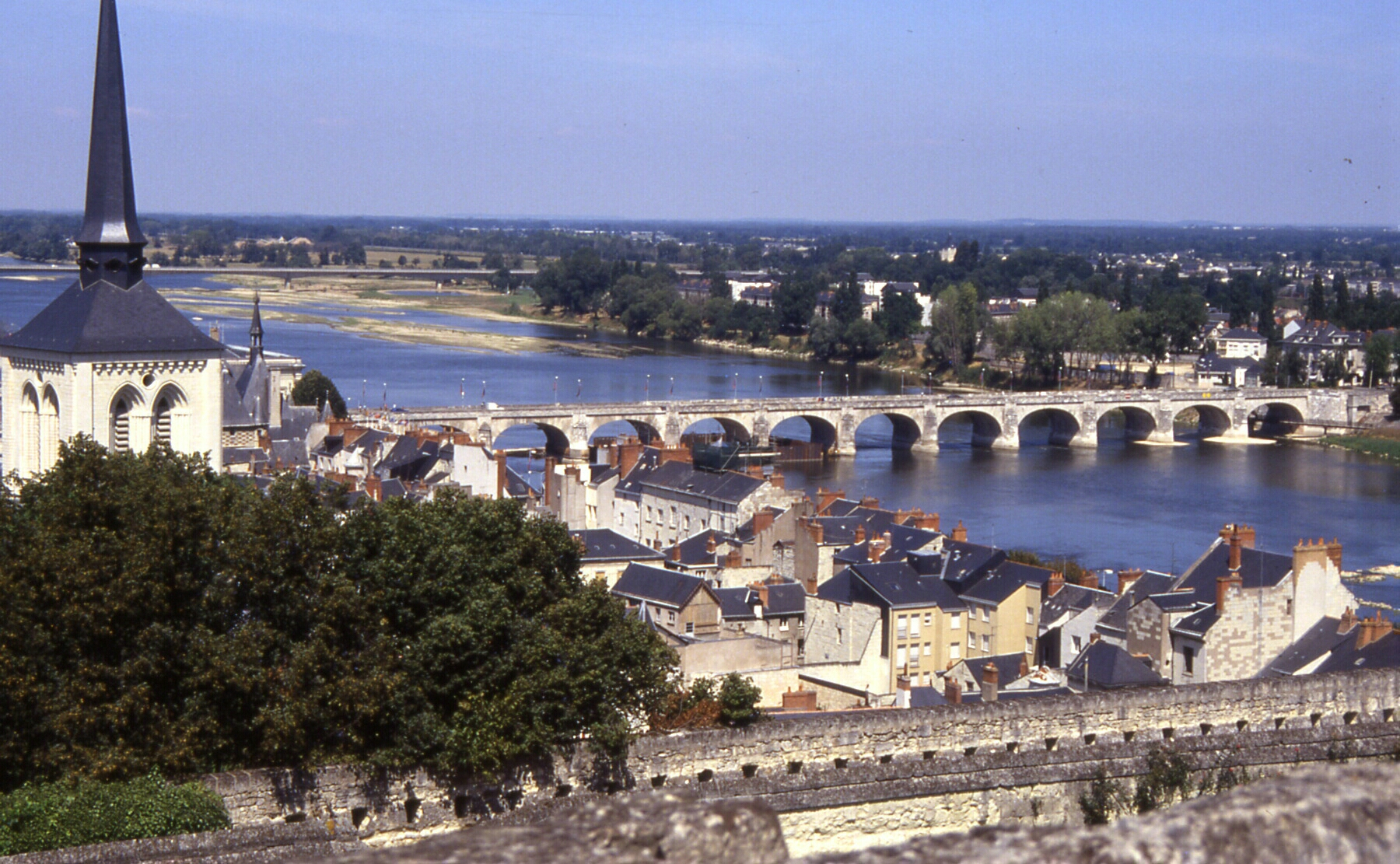
Pont Cessart über die Loire in Saumur

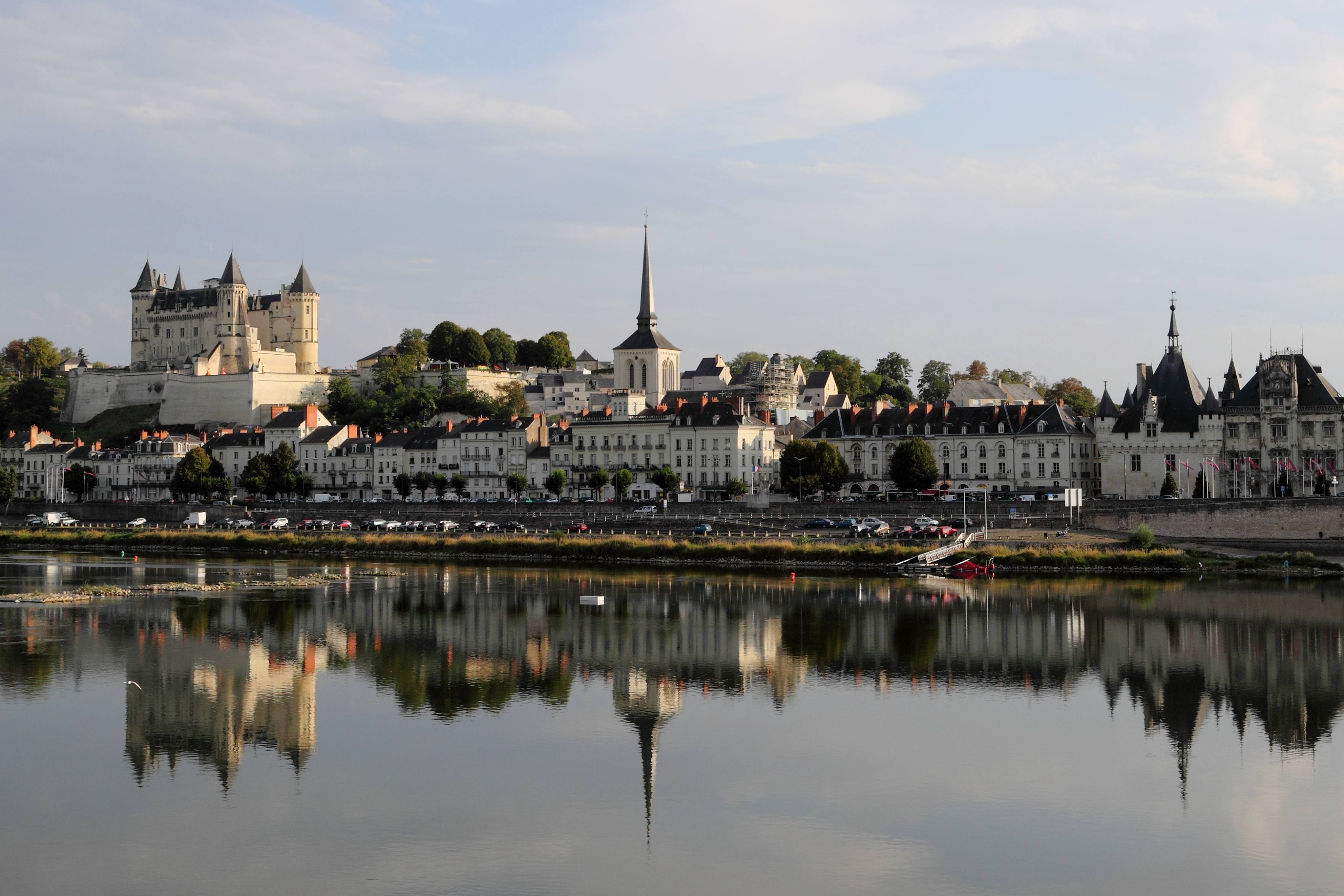
Panorama der Altstadt

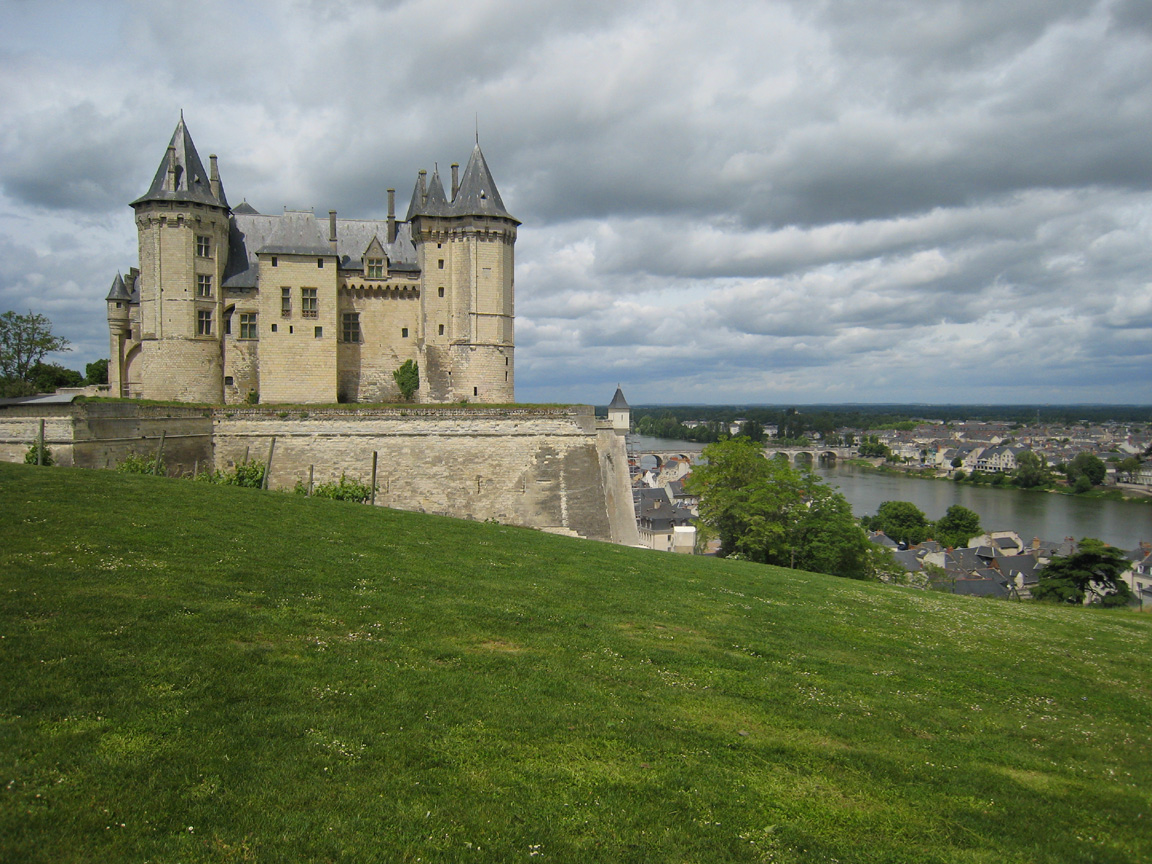
Das Schloss von Saumur mit Blick auf Stadt und Loire

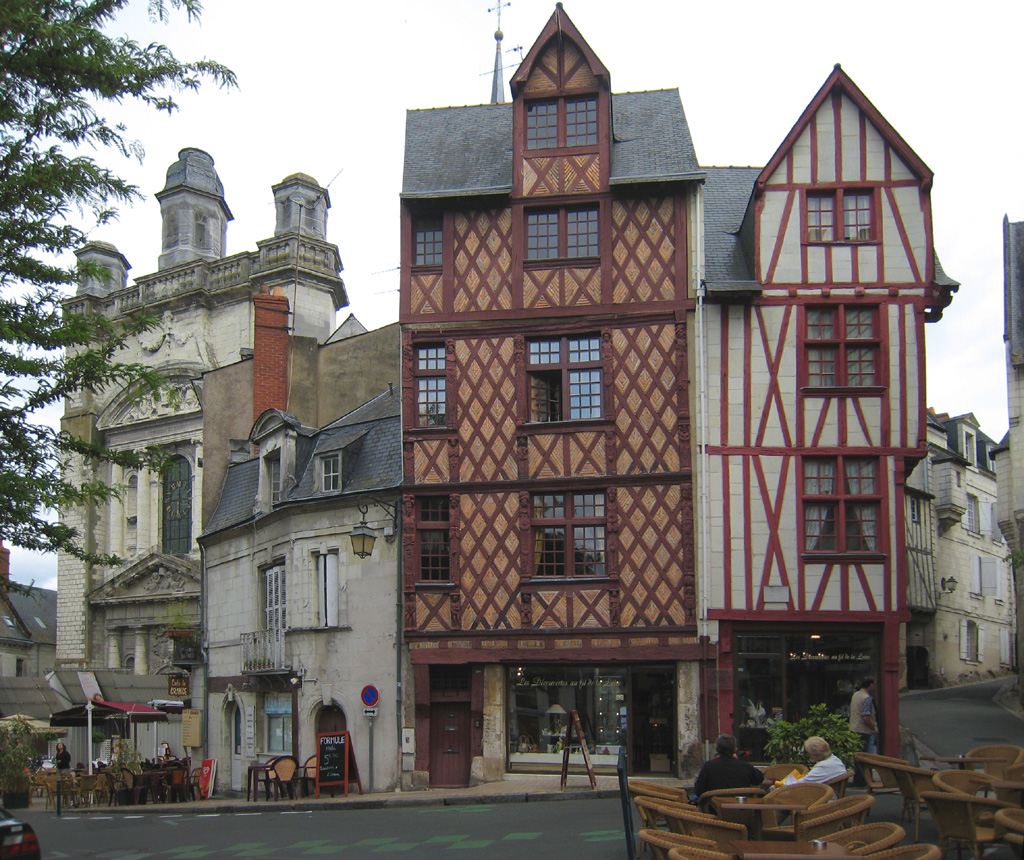
Altstadtviertel am Fuße des Schlosses mit der Kirche Saint-Pierre

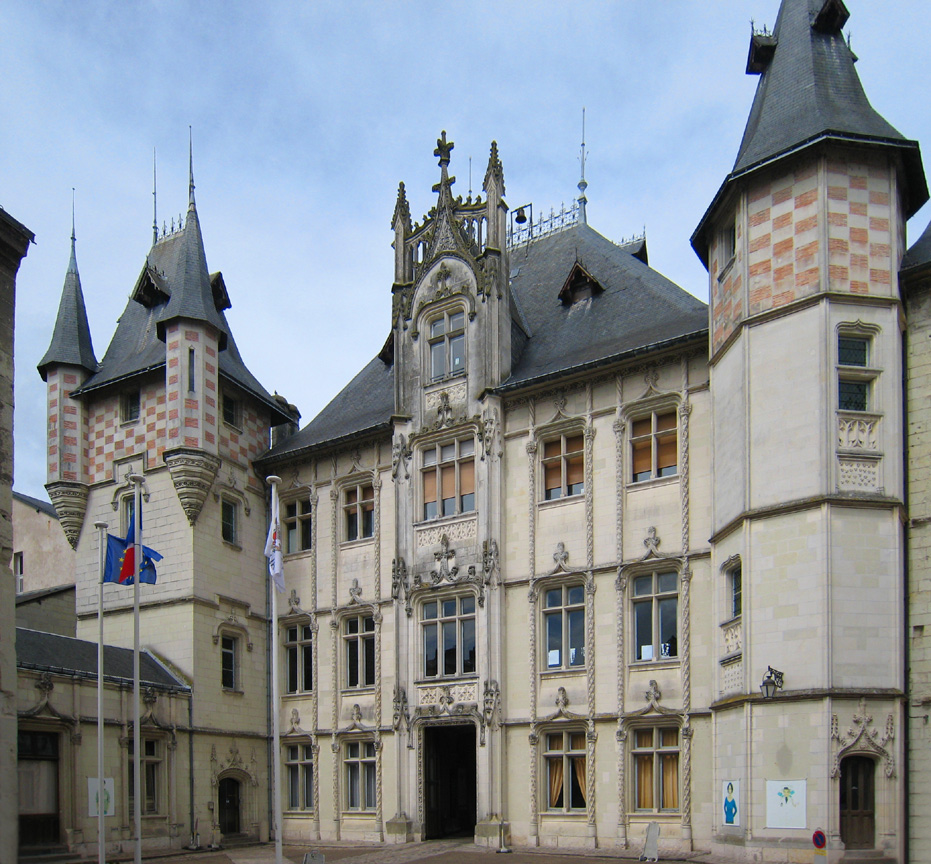
Hofansicht des Rathauses, das im 19. Jahrhundert einen Anbau im Renaissance-Stil erhielt

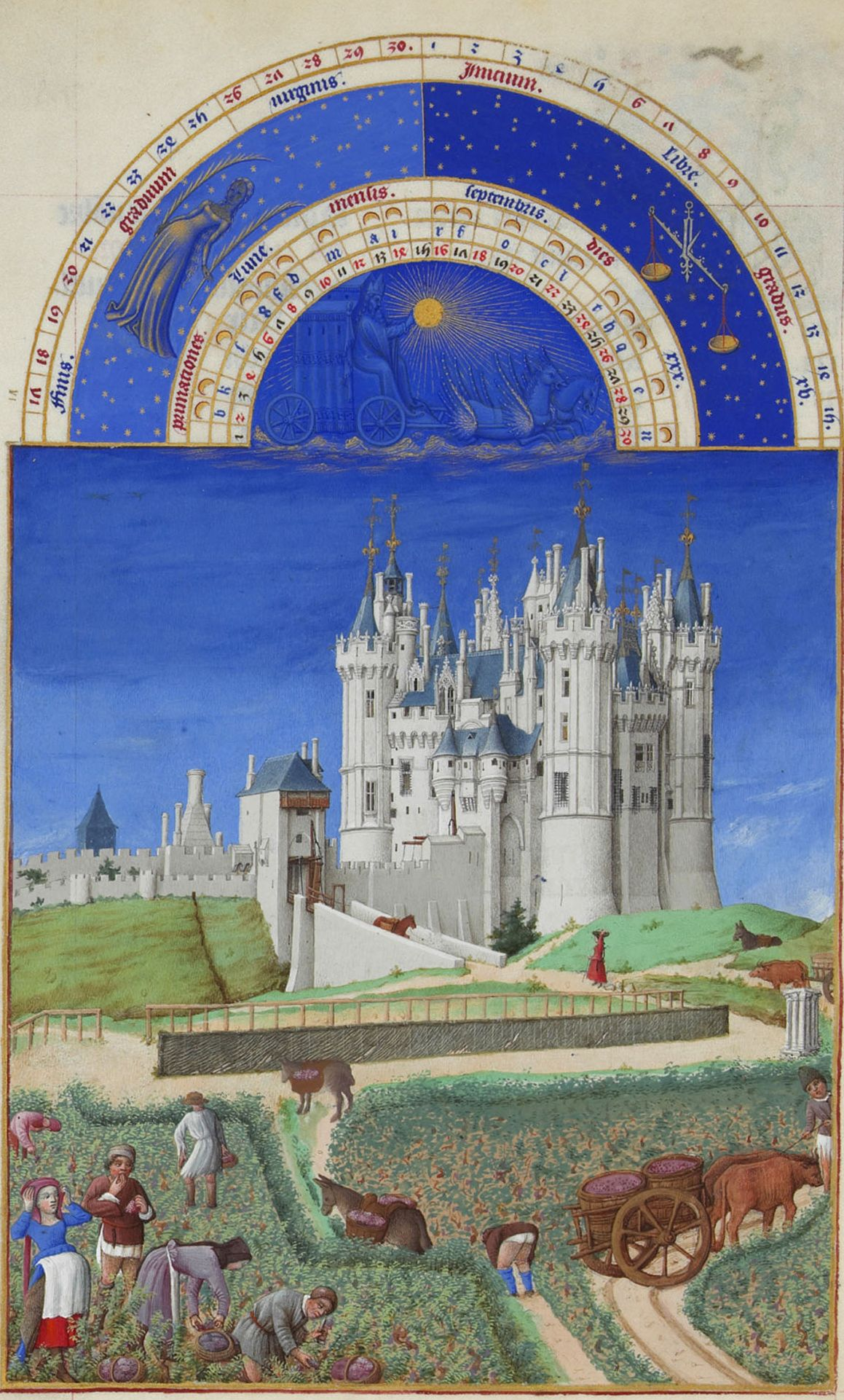
Schloss von Saumur aus dem Stundenbuch des Herzogs von Berry

Saumur [soˈmyʀ] ist eine Stadt mit 26.074 Einwohnern (Stand 1. Januar 2022) an der unteren Loire im Westen von Frankreich im Département Maine-et-Loire in der Region Pays de la Loire. Saumur ist Sitz der Unterpräfektur für das Arrondissement Saumur.

## Geschichte
Vorgeschichtliche Spuren finden sich im nordwestlich gelegenen Pierre Couverte du Mousseau.
Saumur entstand in Anlehnung an eine Burg aus dem 9. Jahrhundert. 1026 beendete Fulko Nerra, Graf von Anjou, die Herrschaft der Grafen von Blois, und Saumur entwickelte sich zu einem wichtigen Handelsplatz in der Provinz. Als Teil des Anjou wurde Saumur 1204 unter Philipp II. französische Krondomäne. Im 16. Jahrhundert gab Heinrich III. die Stadt an Henri de Navarre, später Heinrich IV., ab.
Im 16. Jahrhundert entwickelte sich Saumur zum geistigen Mittelpunkt der Hugenotten. Eine 1593 von Philippe Duplessis-Mornay gegründete protestantische Akademie wurde als Folge des Edikts von Fontainebleau im Jahre 1685 aufgelöst. An der Akademie wirkten etwa Moyse Amyraut, Louis Cappel und Franciscus Gomarus; und François Turrettini sowie Jean Frédéric Ostervald studierten hier. Die Akademie stand in enger Verbindung zu dem in den Niederlanden tätigen Triumvirat von Isaac Casaubon, Joseph Justus Scaliger und Claudius Salmasius. Nicht nur die Akademie musste schließen, sondern auch die Bevölkerung verließ die Stadt, die damit ihr wirtschaftliches Fundament verlor.
1848 erreichte die Bahnstrecke Tours–Saint-Nazaire die Stadt.
Saumur ist ein wichtiger Standort der französischen Kavallerie und Sitz der französischen Reitschule Cadre Noir. Gegen Ende des Westfeldzuges (10. Mai – 22. Juni 1940) wurde ab dem 18. Juni die Insel und das Südufer noch zwei Tage lang von einigen Hundert jungen Kavalleriekadetten verteidigt, obwohl der Waffenstillstand vom Compiègne bevorstand bzw. bereits am 19. Juni vereinbart worden war. Unterzeichnet wurde erst am 22. Juni 1940, und am 21. Juni 1940 wurde Saumur von der 1. Kavallerie-Division der Wehrmacht unter Generalmajor Kurt Feldt eingenommen. Feldt war ein Pferdekenner und -liebhaber. Als das Oberkommando des Heeres (OKH) ihm anbot, den Angriff auf Saumur mit Sturzkampfbombern zu unterstützen, sagte er: „Die da drüben sind Kavalleristen und daher unsere Freunde – und außerdem widerstrebt es mir, die schönen Pferde durch Bomben kaputtschmeißen zu lassen.“ Als Feldt 1970 starb, legten französische Offiziere an seinem Sarg Kränze nieder.
Saumur wurde im August 1944 von alliierten Panzer-Truppen unter General George S. Patton befreit. Patton hatte 1912 in Saumur studiert und bereits im Ersten Weltkrieg Panzer geführt. Seit 1977 ist mit dem Musée des Blindés eines der größten Panzermuseen der Welt in Saumur ansässig. Es besitzt u. a. den einzigen fahrbereiten Tiger II „Königstiger“ der Welt.

## Bevölkerungsentwicklung
| Jahr      | 1962   | 1968   | 1975   | 1982   | 1990   | 1999   | 2011   | 2018   | 2020   |
| Einwohner | 20.733 | 21.551 | 32.515 | 32.149 | 30.131 | 29.857 | 27.093 | 26.599 | 26.154 |

## Wirtschaft
Saumur ist heute Zentrum eines Weinbaugebietes mit Wein- und Sektkellereien. Zudem ist Saumur führend in der Produktion und Weiterverarbeitung von Champignons. Der Gartenbau spielt ebenfalls eine große Rolle: 40 Prozent der in Frankreich produzierten Rosenstöcke kommen aus der Region. Andere Produktionssparten sind Aluminiumteile, Konserven, Tabak, Likör sowie Textilien. Der Tourismus gewinnt für die Gegend um Saumur immer mehr an Bedeutung. Die rund 75 regionalen Sehenswürdigkeiten ziehen jedes Jahr eine Million Besucher an.

### Weinbaugebiet Saumur
Das Weinbaugebiet Saumur gehört zur Weinbauregion Anjou-Saumur und zum Weinbaugebiet der Loire. Insgesamt 36 Gemeinden haben den Status der AOC Saumur. Auf insgesamt 2735 Hektar wurden im Jahr 2002 138.900 hl Wein eingebracht. Die Weinberge befinden sich an den Hanglagen der Loire und ihres Nebenflusses Thouet.

#### Saumur Mousseux
Der Schaumwein ist der wichtigste Wein in Saumur. Von den 138.900 hl Wein in Saumur entfielen allein darauf 61.930 hl. Der meist recht preiswerte Wein wird aus den Rebsorten Chenin Blanc (als Leitrebe), Chardonnay und Sauvignon Blanc gekeltert. Die Erzeugerhäuser verfügen ähnlich wie in der Champagne über in Stein gehauene Keller. Das Tuffgestein war in der Umgebung als Baumaterial sehr beliebt. In den letzten Jahren dienten viele Grundweine der Produktion des Crémant de Loire, der sich international leichter vermarkten lässt.

#### Saumur Blanc
Der Weißwein wird im Wesentlichen aus der Rebsorte Chenin Blanc gekeltert. Der Wein besitzt eine kräftige Säure und kann somit recht langlebig sein. Die Lagen aus den Gemeinden Turquant und Brézé haben den besten Ruf.

#### Saumur Rouge
Der Rotwein wird fast ausschließlich aus der Rebsorte Cabernet Franc (die hier breton genannt wird) hergestellt. Zugelassen sind auch die Sorten Cabernet Sauvignon und Pineau d’Aunis. Weine aus den Gemeinden Le Puy-Notre-Dame, Montreuil-Bellay und Tourtenay haben sich einen guten Ruf erworben.

#### Saumur-Champigny
Der Wein aus dieser Region war in den 1970er und 1980er ein Modewein. Der aus Cabernet Franc gewonnene Rotwein ist leicht und fruchtig und wird daher manchmal als Beaujolais der Loire bezeichnet. Die Rebfläche beträgt ca. 1497 Hektar (Stand 2002). Den Namen hat das Gebiet von der kleinen Gemeinde Souzay-Champigny. Bedeutendster Hersteller ist die Genossenschaft von Saint-Cyr-en-Bourg.

#### Coteaux-de-Saumur
Bezeichnung für einen Weißwein aus Chenin blanc. Wird nur noch in geringen Mengen hergestellt. Die Anbaufläche beträgt derzeit ca. 15 ha (Menge 505 hl im Jahr 2002).

## Sehenswürdigkeiten
- Das Gemeindegebiet ist Bestandteil des Regionalen Naturparks Loire-Anjou-Touraine.
- Bekanntestes historisches Bauwerk ist sicher das Schloss Saumur mit gotischem Kern (14./15. Jahrhundert) und Renaissance-Umbauten (16. Jahrhundert).
- Nicht weniger bekannt ist die romanische Kirche Notre-Dame-de-Nantilly, deren Bau auf das 12. Jahrhundert zurückgeht.
- Unterhalb der Burg steht die weitgehend gotische Kirche Saint-Pierre, deren Bau ebenfalls im 12. Jahrhundert begonnen wurde.

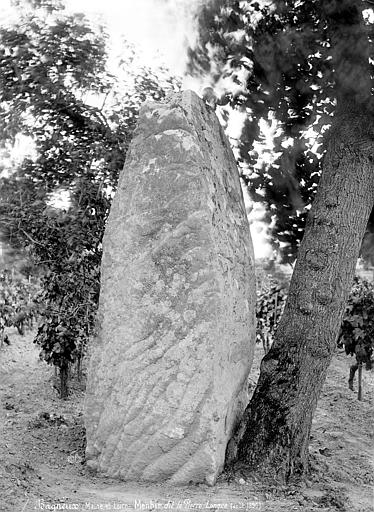
La Pierre Longue von Saumur

- Der einst in die Stadtmauer eingebaute und direkt an der Loire liegende alte Teil des Rathauses stammt aus dem 15. Jahrhundert.
- Ebenso sind die alten Häuser im historischen Stadtkern, u. a. Maison de la Reine de Sicile, aus dem 15. Jh.
- Die geschichtsträchtige Kavallerieschule mit der angeschlossenen Cadre Noir ist Ende des 18. Jahrhunderts aus der Ausbildungs- und Elitetruppe der französischen Kavallerie hervorgegangen. Heute widmet sich das Institut sowohl der französischen Reittradition als auch der modernen Sportreiterei.
- Zu den Museen der Stadt gehören mit dem Musée des Blindés eines der größten Panzermuseen der Welt, ein Pferdemuseum sowie ein Champignonmuseum.
- In der Nähe von Saumur lohnt sich der Weg zum Höhlendorf Les Perrières, zum Hypogäum von Bois-Brard und zu den Dolmen von Bagneux.

## Kultur

### Musik
- Nachdem 1980 ein Auftritt der französischen Hard-Rock-Band Trust in Saumur verboten wurde, hat diese Gruppe auf ihrem zweiten Album Répression einen Titel mit dem Namen Saumur veröffentlicht, dessen Text wenig schmeichelhaft für die Stadt ist.[1]

- Die französische Ska-Rockband La Ruda wurde 1993 in Saumur gegründet.[2]

## Städtepartnerschaften

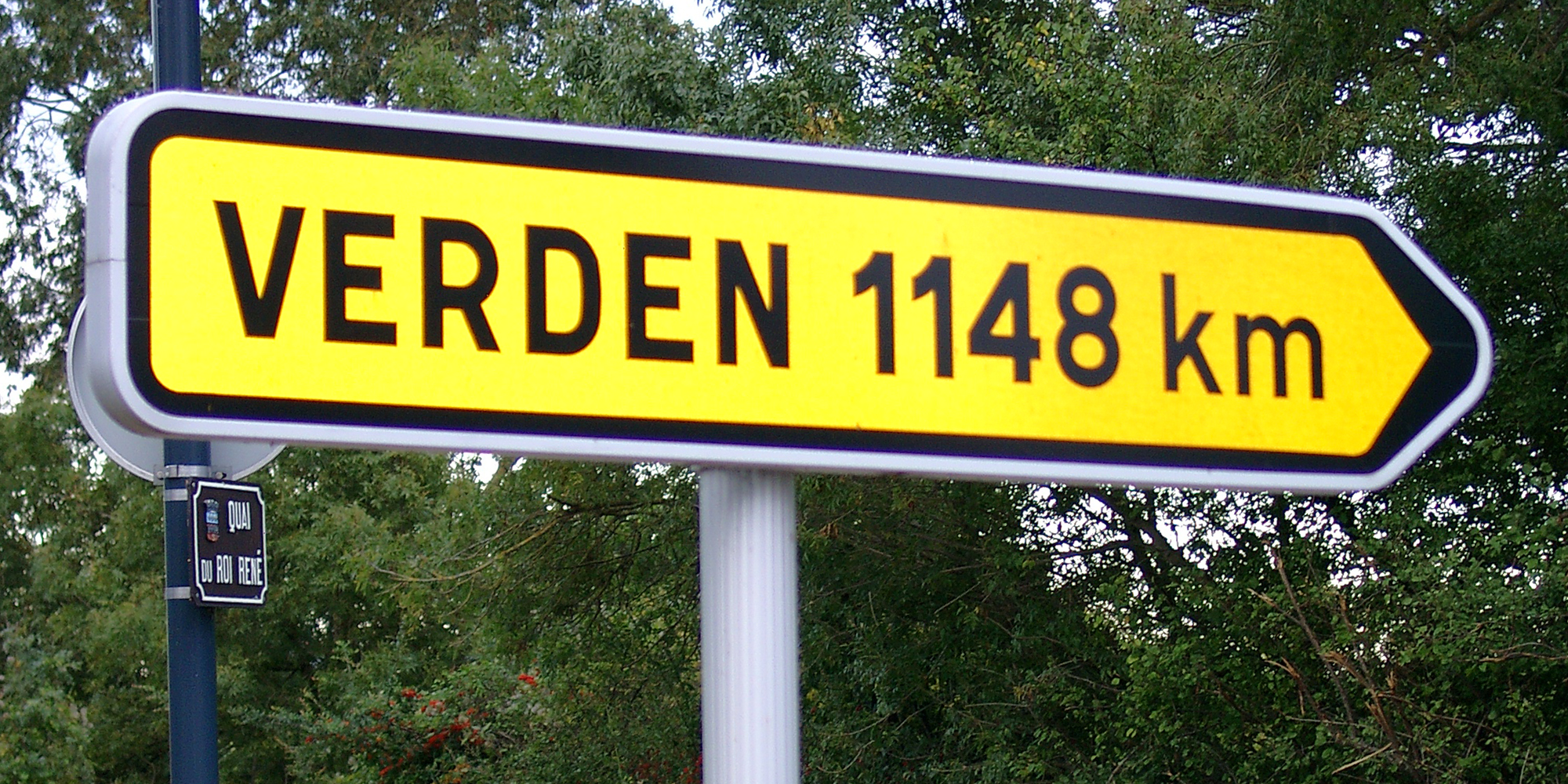
Wegweiser (Quai du Roi René)

Saumur unterhält Städtepartnerschaften mit
- Verden in Niedersachsen, Deutschland
- Warwick in der Grafschaft Warwickshire, Vereinigtes Königreich

Freundschaftsverträge bestehen mit
- Havelberg in Sachsen-Anhalt, Deutschland
- Asheville in North Carolina, USA

Weitere Verbindungen bestehen zu
- Emmerich am Rhein in Nordrhein-Westfalen, Deutschland: das Saumur-College Honoré de Balzac ist Partnerschule des Willibrord-Gymnasiums

## Persönlichkeiten
- Moyse Amyraut (1596–1664), evangelisch-reformierter Pfarrer und Theologieprofessor in Saumur
- Fanny Ardant (* 1949), Schauspielerin
- Charles Beulé (1826–1874), Archäologe und Politiker
- Jacques Bobet (1919–1996), Filmproduzent, Drehbuchautor und Regisseur
- Eugène Bonnemère (1813–1893), Schriftsteller und Historiker
- François Bontemps (1753–1811), General der Infanterie
- André Brasilier (* 1929), Maler, Grafiker und Keramiker
- Jean de La Brète (1858–1945), Schriftstellerin
- Louis Cappel (1585–1658), reformierter Theologe aus Frankreich
- Coco Chanel (1883–1971), Modeschöpferin des 20. Jahrhunderts und Gründerin des Chanel-Modeimperiums
- Jeanne Delanoue (1666–1736), französische Ordensgründerin und Heilige der römisch-katholischen Kirche
- Joseph Francois Foullon (1715–1789), General, eines der ersten prominenten Todesopfer der Französischen Revolution
- Emmanuel Gobilliard (* 1968), katholischer Geistlicher, Bischof von Digne
- Franciscus Gomarus (1563–1641), reformierter Theologieprofessor 1615–1618 in Saumur
- Pierre Goubert (1915–2012), Historiker
- Jean-Louis Hamel (1916–2009), Botaniker
- Amélie Harrault (* 1982), Animationsfilmerin
- Gérard Jarlot (1923–1966), Journalist, Roman- und Drehbuchautor
- Louis Lemoine (1754–1842), General
- Georges Perrin (1892–1969), Radrennfahrer
- Marie Adrien Persac (1823–1873), Maler, Kartograf und Fotograf
- Dominique Pinon (* 1955), Filmschauspieler
- Joseph Louis Proust (1754–1826), Chemiker
- Yves Robert (1920–2002), Schauspieler und Regisseur
- Noëlla Rouget (1919–2020), Widerstandskämpferin und Lehrerin